# Accidente ferroviario de Brandsen de 1981
El accidente ferroviario de Brandsen de 1981 se produjo entre dos formaciones (una de pasajeros y otra de carga) y ocurrió a 8 kilómetros de la estación Coronel Brandsen, en la localidad homónima, en Argentina. El mismo se produjo entre dos formaciones del Ferrocarril General Roca en el Kilómetro 69 del Ramal Constitución - Mar del Plata, y produjo la muerte de 34 personas y heridas a 74.

## Hechos

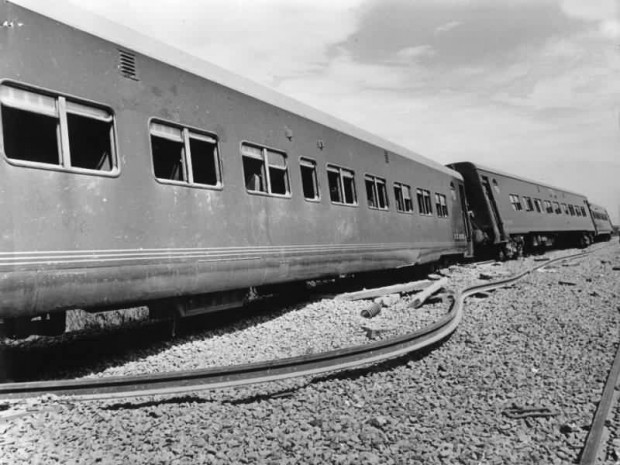
El Luciérnaga luego de descarrilar.

El hecho ocurrió a las 4.30 (UTC-3) del 8 de marzo de 1981, cuando la formación de pasajeros apodada La Luciérnaga viajaba con destino a la Estación Constitución, en Buenos Aires. Llevaba 803 pasajeros.
El tren iba a una velocidad aproximada de 120 km/h. Pero entre los kilómetros 68 y 69, saliendo de una curva muy abierta, se encontraba un tren de cargas del cual había descarrilado un vagón cisterna con petróleo. Finalmente el tren colisionó con la punta del vagón cisterna y esto provocó la muerte de 34 personas y 74 heridos.